# 吳季璇
吳季璇（英語：Winnie Wu，1993年4月7日—），台灣女藝人、演員，畢業於華岡藝術學校戲劇科、中國文化大學國劇系。於2015年出演首部偶像劇《料理高校生》出道。

## 電視劇
| 首播   | 頻道                                | 劇名                    | 飾演   |
| 2015年 | 三立都會台、東森綜合台              | 料理高校生              | 方曉華 |
| 2017年 | PPTV、LINE TV、東森超視、東森綜合台 | 惡作劇之吻              | 吳子綾 |
| 2017年 | 三立                                | 只為你停留              | 池憶秀 |
| 2017年 | 三立                                | 噗通噗通我愛你          | 歐菲香 |
| 2018年 | 三立                                | 三明治女孩的逆襲        | 吳米寶 |
| 2020年 | myVideo、KKTV                       | 記憶浮島                | 姚子涵 |
| 2020年 | 三立都會台                          | 廢財闖天關              | 鄧文琳 |
| 2021年 | 三立都會台                          | 廢財闖天關2             | 鄧文琳 |
| 2021年 | 衛視中文台                          | 如果花知道              | 賈思閔 |
| 2022年 | GagaOOLala                          | 酷蓋爸爸2               | 小芳   |
| 2022年 | TVBS歡樂台                          | 機智校園生活-青春向前衝 | 唐一心 |
| 2023年 | 中視主頻道                          | 開創者                  | 劉育平 |

## 短片/微電影
- 2016年 DOUBLEMINT 糖紙戀人
- 2016年 小熊維尼「友你真好」
- 2017年 PANDORA X 田馥甄｜親愛的，妳願意成為現在的自己嗎？
- 2018年 特教微電影「加好友那件小事」飾何欣寧

## 電影
| 年份   | 電影名稱                   | 角色 | 性質 |
| 2022年 | 手機見鬼 Warning from Hell | 柔柔 |      |

## 廣告作品
- 2016年 台灣大哥大 代代迎新
- 2016年 屈臣氏 輕鬆省得美
- 2016年 小熊維尼 友你真好（微電影）
- 2016年 中國肯德基 催泪！毕没毕业的都该看看！
- 2016年 舒摩兒 淨潤浴潔露
- 2016年 I PRIMO 最完美的求婚
- 2016年 DOUBLEMINT 糖紙戀人（微電影）
- 2017年 爐石戰記 爐石返校日 第二集
- 2017年 百樂筆 Juice Up
- 2017年 蘇菲衛生棉 超熟睡極緻柔貼 說再見篇
- 2017年 泰山茶之初 我是茶之初篇
- 2017年 PANDORA X 田馥甄 | 親愛的，妳願意成為現在的自己嗎？（微電影）
- 2018年 蕊娜預防異味來襲 精彩時刻萬無一失
- 2018年 麥當勞 Good Food篇
- 2019年 新加坡麥當勞 福氣味爱回家篇
- 2020年 味全每日C C引力篇
- 2020年 大陸雪津啤酒 新年篇（共兩版本）
- 2020年 光泉鮮乳 誓言篇
- 2020年 國泰世華亞洲萬里通聯名卡｜順手累哩 加速愛哩｜
- 2020年 7-ELEVEN 生活只有為「尼」
- 2021年 in果凍_EP1_證物藏匿處
- 2021年 in果凍_EP2_獄所傳說篇
- 2021年 in果凍_EP3_奮戰的男人篇
- 2021年 in果凍_EP4_案發現場篇
- 2021年 in果凍_EP5_總裁的罪證篇
- 2021年 in果凍_EP6_臥底的情報篇
- 2021 未來美了再說 分手篇
- 2021年 Lay’s 樂事自然滋味 輕熟女篇
- 2022年 十六茶
- 2023年 天地合補四物飲
- 2023年 蘭諾衣物芳香豆
- 2024年 高露潔抗敏專家 1分鐘速抗牙敏感篇

## MV
- Sam Lin-《把你交給我》個人首支創作單曲
- 派偉俊Patrick Brasca-《YOU ARE》
- Theseus忒修斯-《信號無法傳送》
- 同理 Zunya-《愛情的小船》
- Theseus忒修斯-《讓我》 Ft.南西
- Theseus忒修斯-《願你懂得》

## 主持
- 2023年 YOUTUBE頻道鬧著玩女主持人

## 外部連結
- 吳季璇 Winnie的Facebook專頁
- 吳季璇的新浪微博
- 吳季璇 Winnie的Instagram帳戶